# Albert Sullivan House
La Albert Sullivan House era una residenza situata al 4575 South Lake Park Avenue a Chicago, Illinois, progettata nel 1891-1892 per la madre dell'architetto Louis Sullivan. La casa fu demolita nel 1970, ma alcuni frammenti della sua facciata sono conservati presso la Southern Illinois University di Edwardsville.

## Storia e progettazione
L'edificio venne commissionato da Albert W. Sullivan, fratello di Louis, affinché fungesse da residenza per la loro madre. Tuttavia, ella morì prima del completamento della casa, e Louis Sullivan vi abitò dal 1892 al 1896). Successivamente, la casa passò ad Albert Sullivan e alla sua famiglia, che vi risiedettero dal 1896 al 1914 o al 1905.
La progettazione della casa è considerata una collaborazione tra Louis Sullivan e Frank Lloyd Wright, all'epoca giovane assistente di Sullivan. Secondo gli studiosi, Wright fu il principale autore del design architettonico, mentre Sullivan si occupò prevalentemente degli ornamenti floreali. Lo stile dell'edificio mostrava influenze della Charnley House, un'altra opera di Wright del medesimo periodo.

## Caratteristiche architettoniche
La Albert Sullivan House si distingueva per il suo design compatto e austero, caratterizzato da:
- Un'ampia cornice e un bovindo rivestiti in lamiera decorativa di rame[1].
- Elementi ornamentali floreali tipici dello stile di Sullivan[2].
- Un primo piano riccamente decorato, con intagli in legno e stucchi elaborati[1].
- Un secondo piano più sobrio, con pareti in intonaco semplice e finiture essenziali, probabilmente influenzate dallo stile di Wright[1].

## Demolizione e conservazione
Nel 1964, il bovindo in rame venne rimosso e nel 1970 la casa fu demolita. Tuttavia, l'edificio fu smantellato con estrema cura dal fotografo e storico dell'architettura Richard Nickel, aiutato dal fratello Donald. Nickel etichettò con precisione numerose sezioni della facciata in pietra calcarea di Bedford, tra cui la lunetta decorativa, le colonne e i capitelli, e il gradino d'ingresso.
Questi elementi furono trasportati a Edwardsville e integrati nella collezione di frammenti architettonici di Louis Sullivan conservata presso la Southern Illinois University. Nickel, che già nel 1966 aveva venduto parte della sua collezione alla SIUE, continuò a raccogliere pezzi dell'edificio fino alla sua morte nel 1972.